# 屋代瑠花
屋代瑠花（日语：／ Yashiro Ruka，1998年8月8日—）是一名日本女性聲優，栃木縣出身，81 Produce所屬。

## 簡歷
原本是閱讀漫畫《七龍珠》，之後開始收看電視動畫《七龍珠》。當時便想著：「原來這就是讓角色擁有生命的感覺…！我也想試試看！」因此立志成為聲優。
畢業於Amusement Media綜合學院第24期。
2019年5月30日至2020年3月30日期間，參加由81 Produce與新銳動畫公司於2019年4月開設的YouTube頻道所舉辦的選秀企劃「Idolls Project」，該企劃旨在決定電視動畫《Idolls!》的主要聲優。經過最終審查後，確定擔任作品中「瑠花」一角。
2021年10月1日正式加入81 Produce。

## 人物
方言為栃木方言。
興趣與特長為卡拉OK、百人一首、歌唱、劍道。

## 演出作品
※粗體字為主要角色。

### 電視動畫
2021年
- Idolls!（瑠花[11]）

2022年
- 女性向遊戲世界對路人角色很不友好（女子）

2023年
- 最強陰陽師的異世界轉生記（學生C）
- 卡片戰鬥!! 先導者 will+Dress Season2（US成員）
- 物之古物奇譚（閱讀者）
- 靠著魔法藥水在異世界活下去！（畢）

2024年
- RINKAI！女子競輪（靜岡葵）
- 菇狗（書店店員）
- 膽大黨（情侶女）

2025年
- SAKAMOTO DAYS 坂本日常（女學生）
- Classic★Stars – 古典樂★之星（女子、女子部員）
- 新吊帶襪天使（惡靈）

### 劇場版動畫
2023年
- 偶像學園！ 10th STORY ～邁向未來的STARWAY～（共演者）

### 網路動畫
2022年
- 爆丸Evolutions（少年2）

### 遊戲
2021年
- 城姬Quest（屋嶋城[12]、鎌倉城[13]）
- 薑餅人王國（研究員餅乾1、共和國船員餅乾1）

2022年
- 怪物彈珠（龜莉亞[14]、ジョビー・ロップ[15]）

2023年
- 東方Arcadia Record（依神女苑、埴安神袿姫）
- 原神（莉塞特、芙佳、露菲娜）

2024年
- De:Lithe Last Memories（[16]）

## 外部連結
- 屋代瑠花 - 81プロデュースの公式サイト
- 屋代瑠花的X（前Twitter）